# Зайцев, Артём Николаевич
Артём Николаевич Зайцев (род. 1985) — российский пауэрлифтер.

## Карьера
Тренируется в Навашино (Нижегородская область). Тренер — В. И. Медведев.
На чемпионатах России дебютировал в 2008 году, когда в Уфе стал седьмым в категории до 82,5 кг. Его результат был 797,5 кг. На чемпионате России по жиму лёжа Артём становится 14-м с результатом 182,5 кг.
В 2009 году с результатом 192,5 кг становится бронзовым призёром чемпионата России по жиму лёжа, а на чемпионате по силовому троеборью его результат 810 кг позволяет снова стать седьмым, но в категории до 90 кг.
Следующую медаль Артём завоёвывает лишь в декабре 2014 года на чемпионате России по классическому пауэрлифтингу. В категории до 82 кг результат 727,5 кг приносит ему бронзу и путёвку на чемпионат мира. На чемпионате мира по классическому пауэрлифтингу в финском Сало Артём завоёвывает серебро с результатом 727,5 кг.
На чемпионате России 2015 года (классический пауэрлифтинг) тот же результат 727,5 кг приносит лишь бронзу.
Имеет нескольких воспитанников, среди которых мастер спорта России и несколько кандидатов в мастера спорта.